# Icon for Hire
Icon for Hire (с англ. — кумир напрокат.) — американская рок-группа, играющая в жанре альтернативный рок, из города Декейтер, штат Иллинойс.

## История

### Истоки (2007–2009)
Группа была сформирована в Иллинойсе вокалисткой Ариэль Блумер и гитаристом Шоном Джампом, которые познакомились в 2007 году. Ариэль, узнав, что Шон играл на гитаре, предложила вместе заниматься музыкой. Для полноценной группы им не хватало ударника. Шон пригласил своего старого друга Адама Кроншагена, с которым он в прошлом выступал на локальной сцене Официально группа была сформирована в ноябре, с приходом Джошуа Дэвиса на место басиста. Название "кумир напрокат" было выбрано как иронический комментарий о состоянии музыкальной индустрии.
Группа отыграла своё первое шоу в местном клубе. Большинство аудитории составляли члены семьи и друзья музыкантов. Как отметила Ариэль, "Там проявилась наша страсть к музыке; любые технические огрехи мы перекрывали энтузиазмом". В течение следующих двух лет группа активно гастролировала по Среднему Западу и выпустила два мини-альбома: одноимённый Icon for Hire EP в 2008 году и The Grey EP в 2009. В том же году Дэвис покидает группу.

### Прекращение сотрудничества с Tooth & Nail
В 2016 году группа отказалась от лейбла и выпустила независимый альбом You Can’t Kill Us, собрав на Kickstarter 127200 долларов США.

## Стиль и звучание
Стиль и звучание группы часто сравнивали с другими коллективами с женским вокалом, особенно Paramore. Несмотря на личные религиозные взгляды участников, они отказываются позиционировать своё творчество как христианский рок или христианский панк.

## Участники
- Ариель Блумер (Ariel Bloomer) — вокал
- Шон Джамп (Shawn Jump) — гитара

### Бывшие участники
- Джошуа Дэвис (Joshua Davis) — бас-гитара (2007—2009)
- Адам Кронсхаген (Adam Kronshagen) — ударные (2007—2015, 2016)
- Джош Кинчело (Josh Kincheloe) — бас-гитара, бэк-вокал (2013—2016, участник концертного состава в период 2011-2013)

## Дискография
- Icon For Hire EP (независимый релиз, 2008)
- The Grey EP (независимый релиз, 2009)
- Scripted (Tooth & Nail Records, 2011)
- Icon For Hire (Tooth & Nail Records, 2013)
- You Can’t Kill Us (независимый релиз, 2016)
- Amorphous (независимый релиз, 2021)
- The Reckoning (независимый релиз, 2022)